# Areál AFC Považan
Areál AFC Považan – wielofunkcyjny stadion w Nowym Mieście nad Wagiem, na Słowacji. Obiekt może pomieścić 4500 widzów. Swoje spotkania rozgrywają na nim piłkarze klubu AFC Nové Mesto nad Váhom.